# Beau Brummell
George Bryan "Beau" Brummell, född 7 juni 1778 i London, död 30 mars 1840 i Caen, Normandie, var en brittisk dandy.
Han ärvde en stor summa pengar, var en ledare inom modet och god vän med prinsen av Wales, sedermera Georg IV av Storbritannien. Det påstods att prinsen kunde se på i timmar medan Brummell klädde sig. Deras vänskap slutade dock med ett stort gräl på en bal 1813. 
Brummell var också storspelare och drog på sig stora skulder, vilket tvingade honom att fly till Calais i Frankrike 1816. Han satt senare i fängelse på grund av sina skulder. Brummell dog som ett fattighjon på en välgörenhetsinrättning i Caen.
Han har bland annat avhandlats i William Jesses biografi Life of Brummell från 1844 och Jules Barbey d'Aurevillys biografiska essä Om dandyismen från 1845.